# Association des états généraux des étudiants de l’Europe
AEGEE (fr. Association des États Généraux des Étudiants de l’Europe, ang. European Students’ Forum) – jest największą międzynarodową, interdyscyplinarną organizacją studencką w Europie. Zrzesza około 13 tysięcy studentów z ponad 200 miast (anten) w miastach całej Europy, w tym w Rosji, Turcji oraz na Kaukazie. Główna siedziba oraz zarząd mieszą się w Brukseli.
Celem AEGEE jest promocja równej, demokratycznej oraz zjednoczonej Europy, otwartej dla wszystkich ponad podziałami państwowymi. Nie jest powiązana z żadną partią polityczną i nie posiada jednostek krajowych. Działa jedynie na poziomie lokalnym oraz ogólnoeuropejskim. Każdego roku organizowanych jest kilkaset konferencji, szkoleń oraz wydarzeń kulturalnych, a AEGEE działa na rzecz potrzeb europejskich studentów.

## Historia
1985
Stowarzyszenie powstało 16 kwietnia 1985 roku. Było wynikiem pierwszej konferencji EGEE (États Généraux des Étudiants de l’Europe), kiedy to w Paryżu odbyło się pierwsze spotkanie studentów z Paryża, Lejdy, Londynu, Madrytu, Mediolan i Monachium, zorganizowane przez prezesa założyciela Franco Bianchi we współpracy z pięcioma głównymi szkołami w Paryżu. Miał na celu przezwyciężenie paraliżu ówczesnego procesu integracji europejskiej i wkrótce wszyscy zaangażowani studenci wyrazili chęć przekształcenia konferencji EGEE w pełnoprawną organizację, która byłaby platformą dla młodych Europejczyków do omawiania kwestii europejskich i przedstawiania swoich pomysłów zarówno europejskim, jak i instytucjom krajowym. Dzięki wyjątkowości ówczesnej idei EGEE było w stanie zachęcić wielu studentów do tworzenia oddziałów organizacji w swoich miastach.
1986
Zostają utworzone trzy grupy robocze EGEE: pozyskiwanie funduszy, staże i nauka języków.
EGEE organizuje konferencję dotyczącą kwestii granicznych w Nijmegen.
Na początku roku szkolnego EGEE posiada 26 oddziałów i 6000 członków.
EGEE organizuje w Heidelbergu konferencję na temat stosunków między Dalekim Wschodem a Europą.
EGEE organizuje pierwszy Europejski Weekend w Tuluzie.
EGEE organizuje w Paryżu konferencję na temat przemysłu farmaceutycznego w Europie oraz konferencję na temat Europejskiego Systemu Walutowego w Monachium.
EGEE organizuje, wraz z gazetą z Le Monde, Noc 7 Miast Europejskich, transmisję debaty politycznej na temat przyszłości Europy między studentami i politykami wysokiego szczebla w siedmiu różnych europejskich miastach.
1987
EGEE apeluje do prezydenta Francji Francois Mitterranda o wsparcie finansowania Erasmusa, programu wymiany studentów finansowanego przez Komisję Europejską. Odblokowanie programu Erasmus jest uważane za główne osiągnięcie Stowarzyszenia, co zostało potwierdzone w wywiadzie z Domenico Lenarduzzi, który jest ówczesnym szefem edukacji Komisji Europejskiej (1984–1987).
1988
Stowarzyszenie zmienia nazwę z EGEE na AEGEE po sporze dotyczącym prawa do używania nazwy znaku towarowego.
Uruchomiło „Summer University” – projekt, który pozwolił młodym Europejczykom latem, przez dwa tygodnie, zdobyć intensywne wielokulturowe doświadczenie europejskie, otwierając tym samym drzwi do Europy.
1989
Po upadku Muru Berlińskiego Agora w Salerno otworzyła AEGEE dla lokalnych oddziałów poza Wspólnotą Europejską, czyniąc ją jedną z pierwszych europejskich organizacji, która rozszerzyła swoją działalność na kraje spoza żelaznej kurtyny.
Lipsk staje się pierwszą anteną za żelazną kurtyną.
AEGEE organizuje pierwszy Europejski Konkurs Praw Człowieka w Moto Court dla studentów prawa, aby dać im możliwość rozwijania umiejętności modelowania prawnego.
1990
Powstaje Stowarzyszenie Absolwentów AEGEE-Europe.
1991
Zostaje zorganizowane pierwsze szkolenie (European School 1) w Madrycie.
1992
Istambuł dołącza do AEGEE jako pierwsza antena założona w Turcji.
AEGEE otrzymuje status konsultanta w OBWE.
1993
AEGEE otrzymuje oficjalny status organizacji pozarządowej w Radzie Europy (RE).
Georg von der Gablentz otrzymuje honorowe członkostwo AEGEE-Europe za pracę w „WG Wschód-Zachód” i jego inicjatywy mające na celu otwarcie AEGEE na Europę Środkową i Wschodnią.
Vittorio Dell’Aquila otrzymuje honorowe członkostwo AEGEE-Europe za wkład w rozwój projektu Summer University.
Jeroen Hoogerwerf otrzymuje honorowe członkostwo AEGEE-Europe za jego szeroki wkład w Sieć na wielu swoich stanowiskach.
Michael Merker, otrzymuje honorowe członkostwo AEGEE-Europe za zaangażowanie w ekspansję AEGEE na Wschód i założenie pierwszych lokali stowarzyszenia za żelazną kurtyną.
1994
AEGEE tworzy swoją pierwszą stronę internetową.
1995
Ankara, a później kilka innych tureckich anten dołącza do sieci.
10-lecie powstania AEGEE.
AEGEE zdecydowanie opowiada się przeciwko testom jądrowym w Europie.
Zsuzsa Kigyos, otrzymuje honorowe członkostwo AEGEE-Europe za swoją rolę w tworzeniu AEGEE w Europie Środkowo-Wschodniej i jako pierwsza kobieta-prezydent AEGEE-Europe.
1996
Ponad 1000 studentów bierze czynny udział w serii konferencji Find Your Way, przyczyniając się do rozwoju społeczeństwa obywatelskiego w Europie Środkowo-Wschodniej.
AEGEE przenosi swoją siedzibę z Delftu do Brukseli.
Philipp von Klitzing otrzymuje honorowe członkostwo AEGEE-Europe za wprowadzenie planowania strategicznego do sieci i jego niekończące się wsparcie w zarządzaniu infrastrukturą IT.
1997
AEGEE organizuje swoją pierwszą wizytę na Cyprze. Następnie w 2001 roku w Mağusa powstaje antena.
AEGEE zrealizowało Socrates Project, przyczyniając się do poprawy wszystkich inicjatyw w zakresie mobilności studentów w Europie.
Uruchomienie projektu Europa i Euro w 1997 r., zwiększającego świadomość nowej waluty europejskiej pięć lat przed jej wprowadzeniem.
David Stulik zostaje pierwszym Młodym Europejczykiem Roku, nagrodę przyznaje Fundacja Heinza-Schwarzkopfa za jego aktywne zaangażowanie w AEGEE w budowaniu lepszej Europy poprzez projekty wolontariackie.
AEGEE organizuje pierwszą podróż studyjną do Mołdawii i przez byłą Jugosławię.
AEGEE zostało kandydatem do organizacji członkowskiej Europejskiego Forum Młodzieży.
1998
AEGEE organizuje wyjazd studyjny do Transylwanii.
AEGEE zostaje pełnoprawnym członkiem Europejskiego Forum Młodzieży.
1999
Zostaje utworzone AEGEE-Academy, w zakresie szkoleń i zasobów ludzkich w Agora-Barcelona, zainicjowane przygotowaniami do Szkoły Europejskiej w Gießen.
AEGEE organizuje swoją Akademię Pokoju zajmującą się tematyką konfliktów w Hiszpanii, Irlandii Północnej, Kosowie, RPA oraz Bośni i Hercegowinie.
Stefan Recksiegel otrzymuje honorowe członkostwo od AEGEE-Europe za innowacje i rozwój instrumentalnie infrastruktury IT AEGEE.
2000
„Education for Democracy”, nowy program stypendialny pomagający studentom z ogarniętego wojną Kosowa studiować na zagranicznych uniwersytetach.
Jesienią członkowie AEGEE-Belgrad wzięli udział w publicznym zgromadzeniu, które dowiaduje się o klęsce Miloszevicia.
AEGEE uruchamia EURECA, wkład w opracowanie nowego programu edukacyjnego dla rozszerzającej się Unii Europejskiej.
2001
AEGEE organizuje kilka dużych projektów skupiających się na pokoju i stabilności w południowo-wschodniej Europie i regionie śródziemnomorskim w ramach projektu Education for Democracy.
Oana Daciana zdobywa nagrodę Young European of the Year przyznawaną przez Fundację Heinza-Schwarzkopfa za zaangażowanie w przybliżanie Europy młodym ludziom z krajów Europy Wschodniej.
Markus Schonherr otrzymuje honorowe członkostwo AEGEE-Europe za swoją działalność w Europie Środkowej i Wschodniej, wyjazdy studyjne do Mołdawii i pracę nad zniesieniem wiz w Europie.
2002
AEGEE rozpoczyna jeden z największych i najbardziej udanych projektów: turecko-grecki dialog obywatelski w latach 2002–2005. Wraz z utworzeniem lokalnych oddziałów AEGEE w Turcji w latach 90., AEGEE zdało sobie sprawę z konieczności nawiązania dialogu między sąsiadami będącymi w konflikcie. Opierając się na własnym doświadczeniu i napiętych relacjach między tureckimi i greckimi członkami AEGEE w tych pierwszych dniach, AEGEE skupiło swoje działania na budowaniu pokoju między dwoma krajami jako organizacja działająca na rzecz pokoju i stabilności, udowadniając w skali AEGEE, że współpraca jest możliwa i że dialog między ludźmi może przebiegać znacznie łatwiej niż dialog między szczeblem politycznym.
Uruchomienie telewizji AEGEE przez AEGEE-Eindhoven.
Michiel Van Hees, otrzymuje nagrodę honorowego członkostwa AEGEE-Europe za swój wieloletni wkład w AEGEE i jego rolę w projektach „Find Your Way” oraz „Europe and the Euro”.
2003
AEGEE rozpoczyna projekt „Omawianie Procesu Bolońskiego”, przygotowując się do rozpoczęcia harmonizacji szkolnictwa wyższego w Europie i wnosząc do niego silną perspektywę studencką.
Pierwsza podróż studyjna AEGEE na Kaukaz.
AEGEE organizuje pierwszą międzynarodową konferencję studencką w strefie buforowej na Cyprze.
AEGEE rozpoczyna swój projekt w UE i Europie.
AEGEE zostaje formalnym członkiem European Movement International (EMI).
2004
AEGEE rozpoczyna dialog z nowymi sąsiadami rozszerzonej UE w ramach projektu Europe & EU, prowadzonego przez International Politics Working Group.
AEGEE otwiera swój pierwszy lokalny oddział w Gruzji, w Tbilisi.
Anan Jahangirl zdobywa nagrodę Young European of the Year przyznawaną przez Fundację Heinza-Schwarzkopfa za zaangażowanie w proces integracji europejskiej wśród młodych ludzi w Azerbejdżanie.
2005
AEGEE obchodzi swoje dwudziestolecie w Pradze i publikuje specjalne wydanie swojego „Key to Europe”.
AEGEE jest jedną z założycielskich organizacji pozarządowych i zostaje członkiem Lifelong Learning Platform (LLLP).
Olivier Genking otrzymuje honorowe członkostwo AEGEE-Europe za zaangażowanie w projekt EU & Europe, rolę w tworzeniu wielu nowych lokalnych mieszkańców, tworzeniu nowych projektów i stałym wsparciu sieci.
2006
AEGEE rozpoczyna kampanię mającą na celu włączenie Europejskiej Inicjatywy Obywatelskiej (EIO) do Traktatu z Lizbony i prowadzi kilka misji obserwacji wyborów w ramach swojego sztandarowego projektu Przejmij kontrolę! – drogi do demokracji w Europie.
AEGEE uruchamia projekt Youth Globalization, przybliżając młodym ludziom globalne ramy młodości oraz współpracy i rozwoju.
AEGEE uruchamia projekt BRIDGE – Connecting Mobility and Disability project, zajmujący się problemem mobilności młodzieży niepełnosprawnej.
AEGEE rozpoczyna projekt Take Control, organizując serię szkoleń, konferencji, kampanii politycznych, działań edukacyjnych i medialnych, a wszystko to w celu zwiększenia zaangażowania młodych ludzi w (europejski) proces polityczny.
Burcu Bercemen otrzymał nagrodę Young European of the Year przyznaną przez Fundację Heinza-Schwarzkopfa za zaangażowanie w turecko-grecki dialog obywatelski AEGEE.
Gunnar Erth otrzymuje honorowe członkostwo AEGEE-Europe za swój wkład w rozwój dorocznych publikacji AEGEE.
2007
AEGEE zorganizowało symulację Modelu Unii Europejskiej w siedzibie Parlamentu Europejskiego w Strasburgu.
AEGEE przewodniczy Prezydencji IFISO i organizuje spotkanie interesariuszy z Komisją Europejską. Rodzi się Leadership Summerschool (LSS).
AEGEE odgrywa kluczową rolę w rozszerzeniu programu Erasmus na Turcję, dzięki pracy 7 różnych pokoleń w AEGEE-Ankara.
2008
AEGEE uruchamia Y Vote 2009 – European Youth Choice, aby zachęcić młodych ludzi do głosowania.
Projekt Sustaining our Future zostaje krajowym zwycięzcą Europejskiej Nagrody Młodzieżowej im. Karola Wielkiego w Holandii.
AEGEE uruchamia projekt YOUrope Needs YOU !!!, umożliwiający uczniom szkół średnich z całego kontynentu aktywny udział w Europie.
Tamuna Kekenadze odbiera nagrodę Young European of the Year przyznawaną przez Fundację Heinz-Schwarzkopf.
2009
AEGEE zdobywa 1. miejsce w Europejskiej Młodzieżowej Nagrodzie Karola Wielkiego za projekt YOUrope Needs YOU!!!
Y Vote 2009 zostaje krajowym zwycięzcą Europejskiej Nagrody Młodzieżowej im. Karola Wielkiego w Grecji.
AEGEE wprowadza targi Study & Career podczas Walnego Zgromadzenia Agory.
Silvia Baita otrzymuje honorowe członkostwo AEGEE-Europe za bycie doskonałym przykładem kobiecego przywództwa przez wiele lat.
Kamala Schutze otrzymuje honorowe członkostwo AEGEE-Europe za wieloletnie zaangażowanie w projekt Uniwersytetu Letniego AEGEE.
AEGEE przyjmuje Beyond Europe: Perspectives for Tomorrow’s World jako sztandarowy projekt na lata 2009–2011, z wyjazdami studyjnymi do Indii i RPA oraz skupianiem się na roli Europy w wyzwaniach globalnych, ze szczególnym uwzględnieniem Milenijnych Celów Rozwoju.
2010
AEGEE organizuje Konferencję Milenijnych Celów Rozwoju ONZ w ramach projektu Beyond Europe Perspectives for Tomorrow’s World.
AEGEE zostaje organizacją partnerską BEST (Board of European Students of Technology).
AEGEE uruchamia projekt Where Does Europe End.
AEGEE uruchamia projekt na rzecz bezrobocia młodzieży.
AEGEE angażuje się w proces zorganizowanego dialogu na temat młodzieży Unii Europejskiej.
2011
AEGEE inicjuje Projekt Partnerstwa Wschodniego, aby dać młodzieży głos i wzmocnić społeczeństwo obywatelskie w krajach sąsiadujących.
Powstaje AEGEEan internetowy magazyn AEGEE-Europe.
AEGEE jest jedną z organizacji założycielskich Europejskiego Roku Sojuszu na rzecz Wolontariatu.
AEGEE wraz z YEU (Youth for Exchange and Understanding) uruchamia projekt Letniej Szkoły Nowych Mediów (NMSS), łączący młodych ludzi z konferencją EuroDIG i tematem zarządzania Internetem.
AEGEE na nowo definiuje koncepcję Europejskiego Spotkania Zarządów na konferencję tematyczną.
2012
AEGEE rozpoczyna swój projekt Europe on Track, wysyłając ambasadorów pociągami do całej Europy, aby zebrać opinie młodzieży europejskiej na temat przyszłości, jakiej pragną dla kontynentu.
AEGEE uruchamia projekt Health 4 Youth, którego celem jest dostarczanie uczniom informacji na temat zdrowia, aby umożliwić im podejmowanie świadomych decyzji dotyczących ich stylu życia.
AEGEE uruchamia projekt Europe in Exchange, mający na celu zwiększenie możliwości mobilności europejskiej młodzieży.
AEGEE uruchamia projekt EuroArab, tworząc pomosty między młodymi ludźmi z Europy i krajów arabskich.
AEGEE i YEU (Youth for Exchange and Understanding) uruchamiają projekt COY (Certification of Competences of Youth Workers), finansowany przez Komisję Europejską.
AEGEE uczestniczy w Konferencji Narodów Zjednoczonych w sprawie Zrównoważonego Rozwoju wraz z delegacją pod przewodnictwem Andrei Carafy, wnosząc wkład do dokumentu kompilacyjnego Rio + 20 i opowiadając się za ustanowieniem celów zrównoważonego rozwoju i ściślejszą współpracą z młodzieżowym społeczeństwem obywatelskim organizacje poza Rio + 20.
AEGEE prowadzi dużą kampanię rzeczniczą wraz z innymi młodzieżowymi organizacjami pozarządowymi i Europejskim Forum Młodzieży na rzecz nowego programu Komisji Europejskiej dotyczącego edukacji, młodzieży i sportu (Erasmus +).
AEGEE zostaje wybrany do Zarządu Europejskiego Forum Młodzieży (YFJ).
Burcu Bercemen, otrzymuje honorowe członkostwo AEGEE-Europe za oddanie dla sieci AEGEE i jej niezwykłe osiągnięcia w ramach projektu turecko-greckiego dialogu obywatelskiego.
2013
AEGEE wprowadza nową identyfikację wizualną z obecnym logo.
AEGEE zdobywa 1. miejsce w Europejskiej Młodzieżowej Nagrodzie Karola Wielkiego za projekt „Europe on Track”.
AEGEE zostaje organizacją akredytowaną w ramach Programu Narodów Zjednoczonych ds. Ochrony Środowiska.
AEGEE uruchamia projekt EurStory zajmujący się analizą podręczników historii w Europie.
AEGEE uruchamia kampanię Y Vote 2014, zachęcającą uczniów do udziału w wyborach do Parlamentu Europejskiego w 2014 roku.
2014
AEGEE rozpoczyna projekt „Y Vote 2014”, który ma celu zachęcić studentów do udziału w wyborach do Parlamentu Europejskiego w 2014 roku.
AEGEE zaczyna prowadzić projektu „AEGEE Elections Obervetions” oraz „Democracy in Practice”.
AEGEE potępiło przeprowadzenie przez wojska rosyjskie nielegalnego referendum w Autonomicznej Republice Krymu.
2015
AEGEE odtwarza „Night of 7 European Cities”, zaplanowaną na 30-lecie istnienia Organizacji.
2016
AEGEE uruchamia projekt „Your Vision of Europe”, a „Night of 7 European Cities” zostaje krajowym zwycięzcą w Bułgarii w ramach Karl European Youth Prize.
2017
Projekty „Your Vision of Europe” i „Summer University” otrzymują nagrody w ramach Europejskiej Nagrody Młodzieży im. Karola Wielkiego.
2018
AEGEE po raz pierwszy organizuje najważniejsze spotkanie swoich członków na Kaukazie. EPM odbyło się w Erywaniu (Armenia).
2019
AEGEE rozpoczyna projekty MINT i S.M.A.S.H. w celu promowania świadomości na temat zdrowia psychicznego, molestowania seksualnego i zgody, zarówno w ramach Organizacji, jak i poza nią. Projekty są finansowane przez Europejski Fundusz Młodzieży Rady Europy.
2020
AEGEE rozpoczyna projekt HerMainY, który koncentruje się na uwzględnianiu aspektu płci w komunikacji. Projekt jest również finansowany z Europejskiego Funduszu Młodzieży Rady Europy i jest kontynuacją projektu GENDERS.

## Cele AEGEE
- Promocja zjednoczonej Europy oraz walka ze stereotypami.
- Promocja otwartego i tolerancyjnego społeczeństwa zarówno dziś i w przyszłości.
- Promocja oraz wspierajcie demokracji, prawa człowieka, tolerancji, współpracy międzykulturowej, mobilności i europejskich standardów w edukacji.

### Obszary działalności
- Wymiana kulturowa.
- Aktywne obywatelstwo.
- Edukacja nieformalna.
- Pokój i stabilność.

## Projekty
Action Day – projekt, który ma na celu organizację różnych wydarzeń na jeden temat w tym samym czasie w wielu europejskich miastach przez lokalne oddziały AEGEE, takie jak Dzień Sokratesa, Europejski Dzień Języków czy Dzień Tańca.
AEGEE Eastern Partnership+ – projekt mający na celu rozwój współpracy między Unią Europejską a krajami uczestniczącymi w Partnerstwie Wschodnim. Promuje rozwój demokratyczny, gospodarczy i społeczny zarówno w UE, jak i w krajach partnerskich Partnerstwa Wschodniego, dostarczając ważnych informacji i wiedzy fachowej na temat sytuacji w UE i krajach partnerskich, promując wymianę i współpracę międzykulturową, poszerzanie więzi, uczenie się i zwiększanie kompetencji uczestników.
AEGEE Election Observation – projekt mający na celu zapewnić zaangażowanie młodych ludzi w procesy wyborcze poprzez szkolenie i umieszczanie młodych ludzi (w wieku 18–30 lat) na misjach obserwacji wyborów parlamentarnych w całej Europie. Raporty misji koncentrują się na wyzwaniach, przed którymi stają młodzi ludzie jako wyborcy, kandydaci i ogólnie jako uczestnicy procesu wyborczego. Misje obserwacji wyborów AEGEE są otwarte zarówno dla członków AEGEE, jak i osób niebędących członkami. Od 2014 r. Prawie 500 obserwatorów zostało rozmieszczonych w ponad 20 misjach w 14 krajach.
Case Study Trips – podróżować, aby analizować konkretny problem (na przykład: demokrację, problemy młodzieży, standardy życia i uczenia się).
Europe on Track – projekt, który odbywał się w latach 2012, 2014 i corocznie od 2016 roku. Każdego roku wybrani uczestnicy podróżują do wybranych miast europejskich pociągiem wspieranym przez InterRail, aby uchwycić wyobrażenia młodych ludzi o przyszłości Europy poprzez imprezy tematyczne, zdjęcia, filmy i wywiady.
HerMainY – projekt koncentruje się na integracji problematyki płci w dziedzinie komunikacji. Jest finansowany przez Europejski Fundusz Młodzieży Rady Europy i jest kontynuacją projektu GENDERS.
MINT – Projekt promuje świadomość zdrowia psychicznego w Organizacji. Finansowane przez Europejski Fundusz Młodzieży Rady Europy.
S.M.A.S.H. – Projekt AEGEE, wspierany przez Europejską Fundację Młodzieży Rady Europy i mający na celu podniesienie świadomości na temat molestowania seksualnego i zgody zarówno wewnątrz, jak i na zewnątrz Organizacji. Podczas tego projektu AEGEE szkoli swoich członków w zakresie zapobiegania, wykrywania i reagowania na molestowanie seksualne. Ponadto projekt opracowuje wytyczne szkoleniowe dla osób pracujących z młodzieżą, dotyczące tego, jak stać się „osobą bezpieczną” i jak wdrożyć system zwalczania molestowania seksualnego w ich lokalnych organizacjach.
Summer Universities – powstał w 1988 roku projekt promujący integrację europejską, wzajemne zrozumienie i badanie wielokulturowego wymiaru kontynentu europejskiego, zniesienia granic narodowych, walki o tolerancję. Obecnie jest to największy projekt w ramach Organizacji, w którym co roku uczestniczy ponad 2000 młodych ludzi w około 60 lokalizacjach w Europie.
Yvote – ogólnoeuropejska kampania mająca na celu zachęcenie młodzieży z Unii Europejskiej do dokonywania świadomych wyborów w wyborach do Parlamentu Europejskiego. Projekt został uruchomiony przed wyborami europejskimi w 2009 r. i został z powodzeniem powielony podczas wyborów do Parlamentu Europejskiego odpowiednio w 2014 i 2019 r.
Szkolenia/Warsztaty – Każdego roku AEGEE zaprasza swoich członków do udziału w międzynarodowym programie edukacyjnym składającym się z około 8 międzynarodowych szkoleń (różne „szkoły europejskie”) oraz wielu szkoleń lokalnych. Szkolenia składają się z teorii i praktyki w formie wykładów i studiów przypadków.

## Struktura
Cechą AEGEE jest brak poziomu krajowego. Zamiast tego AEGEE ma strukturę organizacyjną składającą się z sieci około 160 lokalnych oddziałów, Agory (Walne Zgromadzenie), Komitetu Dyrektorów, Prezydium, Akademii, Komisji, Komitetów, Grup Roboczych, Grup Interesów itp. Wygląda to tak:
– Poziom lokalny – studenci ze 160 autonomicznych lokali pracują bezpośrednio nad realizacją celów AEGEE zgodnie z potrzebami lokalnej społeczności,
– Poziom europejski – wyznacza wspólny kierunek wszystkich lokalnych wydarzeń lokalnych ośrodków; tworzy platformę współpracy międzynarodowej, komunikacji i pracy zespołów międzykulturowych.
Poziomy lokalne mogą istnieć w miastach, w których znajdują się uczelnie i mają na celu zjednoczenie młodych ludzi, zwłaszcza studentów tego miasta.
Zarząd jest wybierany na corocznych posiedzeniach i ma bezpośrednie połączenie z poziomem europejskim. Członkowie z poziomu lokalnego mogą bezpośrednio uczestniczyć w europejskich grupach roboczych, zespołach projektowych, komisjach i komitetach. Poziom europejski wyznacza wspólny kierunek wszystkich lokalnych wydarzeń lokalnych ośrodków; tworzy platformę współpracy międzynarodowej, komunikacji i pracy zespołów międzykulturowych.

### Zarząd Główny
Istnieje zarząd Główny na poziomie europejskim (Komitet Dyrektorów), której przewodniczy Prezydent AEGEE- Europe.
Obecnie w skład wchodzą:
Zarząd Główny – 1 sierpnia 2024 r. – 31 lipca 2025
| Stanowisko                    | Imię i nazwisko | Oddział         |
| Prezydent                     | Leon Vreling    | AEGEE-Eindhoven |
| Dyrektor finansowy            | Eren Geçkin     | AEGEE-Izmir     |
| Dyrektor ds. sieci lokali     | Eliise Hajlas   | AEGEE-Tartu     |
| Dyrektor ds. komunikacji      | Daria Rzepisko  | AEGEE-Kraków    |
| Dyrektor ds. zasobów ludzkich | Jan Jankowski   | AEGEE-Warszawa  |
| Dyrektor ds. fundraisingu     | Nikoloz Gvazava | AEGEE-Tbilisi   |

### Prezydium
Prezydium (Chair) jest odpowiedzialne za przygotowanie oraz głosowania podczas wydarzeń statutowych.

### Akademia
Akademia (AEGEE-Academy) zapewnia wysokiej jakości szkolenia z zakresu edukacji nieformalnej.

### Komisje
Zadaniem komisji jest nadzór nad prawidłową realizacją zadań zgodną z jej zasadami:
- Komisja ds. Sieci (Network Commission) – wspiera lokale i grupy robocze oraz przekazuje informacje do Zarządu Głównego,
- Komisja Prawna (Juridical Commission) – reguluje wewnętrzne aspekty prawne funkcjonowania organizacji,
- Komisja Rewizyjna (Audit Commission) – sprawuje nadzór finansowy nad oddziałami,
- Komisja Arbitrażowa (Mediation Commission) – rozstrzyga spory pomiędzy oddziałami a europejskimi organami organizacji,
- Komisja Ochrony Danych (Data Privacy Commission).

### Komitety
- Komitet Koordynujący Plan Działania (ACT)
- Komitet ds. Public Relations (PRC)
- Komitet Technologii Informacyjnej (ITC)
- Komitet Zasobów Ludzkich (HRC)
- Komitet Zapewnienia Jakości Imprezy (EQAC)
- Komitet Strategiczny (SC)
- Komitet pozyskiwania funduszy (FC)
- Komitet Bezpiecznej Osoby (SPC)
- Magazyn internetowy AEGEEan

### Grupy Robocze
Grupy robocze realizują projekty tematyczne zapisane w trzyletnim planie strategicznym AEGE. Obszar działań grup roboczych 2020–2023 to:
- Kryzys klimatyczny,
- Aktywizm polityczny,
- Zdrowie psychiczne,
- Równość społeczna.

### Grupy zainteresowań/interesów
- Grupa zainteresowań językowych (LIG)
- Grupa interesów politycznych (POLIG)
- Grupa Interesów Kulturowych (CIG)
- Grupa zainteresowań LGBT + (LGBT +)
- Grupa Interesów Równość Płci (GEIG)
- Grupa Zainteresowań ds. Edukacji (EIG)
- Grupa Zainteresowań Młodzieży ds. Zdrowia (H4Y)
- Migracyjna grupa interesu (MIGR)

### AGORA (Walne Zgromadzenie)
Agora to największe wydarzenie statutowe AEGEE, które odbywa się dwa razy w roku (wiosną i jesienią) i gromadzi średnio od 600 do 1000 uczestników i trwa 4–5 dni.

#### Cele Agory
- Zmiana i tworzenie reguł
- Wybór przedstawicieli sieci
- Opracowanie i zatwierdzenie polityki i strategii rozwoju
- Weryfikacja i zatwierdzenie raportów organów europejskich
- Poprawki do Statut i innych dokumentów

#### Spotkania
Spotkania na Agorze dzielą się na 4 rodzaje:
- Sesje plenarne – omówienie najważniejszych spraw i głosowanie,
- Pritania – dyskusja nad propozycjami i raportami, poprawki (w razie potrzeby) i głosowanie,
- Spotkania dotyczące postępów – dyskusja pomysłów, propozycji, ogólnego postępu Organizacji, przedstawianie rekomendacji,
- Warsztaty – możliwość rozwinięcia i zdobycia nowych umiejętności z różnych dziedzin.

#### Uczestnicy Agory
Uczestniczyć można jako delegat oddziału, wysłannik komitetu oraz grupy roboczej, gość oraz obserwator. Zakres kompetencji różni się w zależności od roli wizyty.
| Typ            | Delegat | Wysłannik | Gość | Obserwator |
| Prawo do głosu | +       | +         | –    | –          |
| Prawo wyboru   | +       | –         | –    | –          |

#### Lista Agór
| Numer | Rok  | Miesiąc                       | Miejscowość           | Kraj      |
| 1     | 1986 | 22 kwietnia                   | Monachium             | Niemcy    |
| 2     | 1986 | 8 listopada                   | Heidelberg            | Niemcy    |
| 3     | 1987 | 14–15 lutego                  | Leidern               | Holandia  |
| 4     | 1987 | 31 października – 1 listopada | Sevilla               | Hiszpania |
| 5     | 1988 | 9 kwietnia                    | Mediolan              | Włochy    |
| 6     | 1988 | 5–6 listopada                 | Orlean                | Francja   |
| 7     | 1989 | 22–23 kwietnia                | Salamanka             | Hiszpania |
| 8     | 1989 | 10–12 listopada               | Salerno               | Włochy    |
| 9     | 1990 | 13–14 maja                    | Paryż                 | Francja   |
| 10    | 1990 | 24–25 listopada               | Bonn                  | Niemcy    |
| 11    | 1991 | 27–29 kwietnia                | Amsterdam             | Holandia  |
| 12    | 1991 | 29 listopada – 1 grudnia      | Budapeszt             | Węgry     |
| 13    | 1992 | 17–19 kwietnia                | Kos/Anteny            | Grecja    |
| 14    | 1992 | 27–29 listopada               | Delft                 | Holandia  |
| 15    | 1993 | 23–25 kwietnia                | Praga                 | Czechy    |
| 16    | 1993 | 5–7 listopada                 | Utrecht               | Holandia  |
| 17    | 1994 | 22–24 kwietnia                | Monachium             | Niemcy    |
| 18    | 1994 | 11–13 listopada               | Montpellier           | Francja   |
| 19    | 1995 | 7–9 kwietnia                  | Amsterdam             | Holandia  |
| 20    | 1995 | 10–12 listopada               | Budapeszt             | Węgry     |
| 21    | 1996 | 19–21 kwietnia                | Valladolid            | Hiszpania |
| 22    | 1996 | 9–11 listopada                | Ateny                 | Grecja    |
| 23    | 1997 | 18–20 kwietnia                | Enschede              | Holandia  |
| 24    | 1997 | 31 października – 2 listopada | Ankara                | Turcja    |
| 25    | 1998 | 16–19 kwietnia                | Maastricht            | Holandia  |
| 26    | 1998 | 23–25 października            | Hamburg               | Niemcy    |
| 27    | 1999 | 30 kwietnia – 2 maja          | Barcelona             | Hiszpania |
| 28    | 1999 | 4–7 listopada                 | Poznań                | Polska    |
| 29    | 2000 | 5–7 maja                      | Utrecht               | Holandia  |
| 30    | 2000 | 3–5 listopada                 | Udine                 | Włochy    |
| 31    | 2001 | 3–6 maja                      | Konstancja            | Rumunia   |
| 32    | 2001 | 25–28 października            | Ankara                | Turcja    |
| 33    | 2002 | 2–5 maja                      | Amsterdam             | Holandia  |
| 34    | 2002 | 22–24 listopad                | Ateny                 | Grecja    |
| 35    | 2003 | 1–4 maja                      | Bukareszt/ Konstancja | Rumunia   |
| 36    | 2003 | 22–25 października            | Zaragoza              | Hiszpania |
| 37    | 2004 | 22–26 kwietnia                | Ohrid/Skopje          | Macedonia |
| 38    | 2004 | 4–7 listopada                 | Turyn                 | Włochy    |
| 39    | 2005 | 5 maja                        | Enschede              | Holandia  |
| 40    | 2005 | 20–24 października            | Izmir                 | Turcja    |
| 41    | 2006 | 4–5 maja                      | Warszawa              | Polska    |
| 42    | 2006 | 2–5 listopada                 | Neapol                | Włochy    |
| 43    | 2007 | 26–29 kwietnia                | Valletta              | Malta     |
| 44    | 2007 | 1–4 listopada                 | Eskisehir             | Turcja    |
| 45    | 2008 | 30 kwietnia – 3 maja          | Lublana               | Słowenia  |
| 46    | 2008 | 2–4 października              | Aachen                | Niemcy    |
| 47    | 2009 | 15–18 kwietnia                | Mangusa               | Cypr      |
| 48    | 2009 | 23–25 października            | Kijów                 | Ukraina   |
| 49    | 2010 | 15–18 kwietnia                | Leidern               | Holandia  |
| 50    | 2010 | 24 listopada                  | Istambuł              | Turcja    |
| 51    | 2011 | 27–30 kwietnia                | Alicante              | Hiszpania |
| 52    | 2011 | 27–30 października            | Struga/Skopje         | Macedonia |
| 53    | 2012 | 2–5 maja                      | Enschede              | Holandia  |
| 54    | 2012 | 31 października – 3 listopada | Budapeszt             | Węgry     |
| 55    | 2013 | 2–6 kwietnia                  | Rhein-Nectkar         | Niemcy    |
| 56    | 2013 | 30 października – 2 listopada | Zaragoza              | Hiszpania |
| 57    | 2014 | 1–4 maja                      | Patra                 | Grecja    |
| 58    | 2014 | 30 października – 2 listopada | Cagliari              | Włochy    |
| 59    | 2015 | 30 kwietnia – 4 maja          | Oviedo/Gigon          | Hiszpania |
| 60    | 2015 | 14–18 października            | Kijów                 | Ukraina   |
| 61    | 2016 | 18–21 maja                    | Bergamo               | Włochy    |
| 62    | 2016 | 22–15 października            | Kiszyniów             | Mołdawia  |
| 63    | 2017 | 23–27 maja                    | Enschede              | Holandia  |
| 64    | 2017 | 27–30 października            | Katania               | Włochy    |
| 65    | 2018 | 24–28 kwietnia                | Kraków                | Polska    |
| 66    | 2018 | 2–6 października              | Istambuł              | Turcja    |
| 67    | 2019 | 8–12 maja                     | Bukareszt             | Rumunia   |
| 68    | 2019 | 23–27 października            | Salerno               | Włochy    |
| 69    | 2020 | 5–7 czerwca                   | Online                | Online    |
| 70    | 2020 | 15–18 października            | Online                | Online    |
| 71    | 2021 | 25–30 maja                    | Online                | Online    |
| 72    | 2021 |                               | Moskwa                | Rosja     |
| 73    | 2022 |                               | Nowy Sad              | Serbia    |